# Generali Ladies Linz 2016
Generali Ladies Linz 2016 byl tenisový turnaj pořádaný jako součást ženského okruhu WTA Tour, hraný na krytých dvorcích s tvrdým povrchem DecoTurf stadionu TipsArena Linz. Probíhal mezi 10. až 16. říjnem 2016 v rakouském Linci jako jubilejní třicátý ročník turnaje.
Turnaj s rozpočtem 250 000 dolarů patřil do kategorie WTA International Tournaments. Nejvýše nasazenou hráčkou ve dvouhře se stala světová šestka Garbiñe Muguruzaová ze Španělska. Jako poslední přímá účastnice do dvouhry nastoupila 96. hráčka žebříčku Mona Barthelová z Německa.
Sedmý singlový titul na okruhu WTA Tour vybojovala 27letá Slovenka Dominika Cibulková. Deblovou trofej si odvezl nizozemsko-švédský pár Kiki Bertensová a Johanna Larssonová, který zaznamenal čtvrtý společný titul.

## Distribuce bodů a finančních odměn

### Distribuce bodů
| Soutěž  | vítězky | finalistky | semifinalistky | čtvrtfinalistky | 16 v kole | 32 v kole | Q  | Q2 | Q1 |
| ------- | ------- | ---------- | -------------- | --------------- | --------- | --------- | -- | -- | -- |
| dvouhra | 280     | 180        | 110            | 60              | 30        | 1         | 18 | 12 | 1  |
| čtyřhra | 280     | 180        | 110            | 60              | 1         | —         | —  | —  | —  |

### Finanční odměny
| Soutěž                              | vítězky | finalistky | semifinalistky | čtvrtfinalistky | 16 v kole | 32 v kole | Q2     | Q1   |
| ----------------------------------- | ------- | ---------- | -------------- | --------------- | --------- | --------- | ------ | ---- |
| dvouhra                             | $43 000 | $21 400    | $11 500        | $6 200          | $3 420    | $2 220    | $1 285 | $750 |
| čtyřhra                             | $12 300 | $6 400     | $3 435         | $1 820          | $960      | —         | —      | —    |
| částka ve čtyřhře je uvedena na pár |         |            |                |                 |           |           |        |      |

## Ženská dvouhra

### Nasazení
| Stát                         | Hráčka                     | WTA | Nasazení |
| ---------------------------- | -------------------------- | --- | -------- |
| Španělsko                    | Garbiñe Muguruzaová        | 4.  | 1.       |
| Slovensko                    | Dominika Cibulková         | 8.  | 2.       |
| USA                          | Madison Keysová            | 9.  | 3.       |
| Španělsko                    | Carla Suárezová Navarrová  | 10. | 4.       |
| Rusko                        | Anastasija Pavljučenkovová | 17. | 5.       |
| Nizozemsko                   | Kiki Bertensová            | 23. | 6.       |
| Rusko                        | Darja Kasatkinová          | 24. | 7.       |
| Německo                      | Laura Siegemundová         | 29. | 8.       |
| Žebříček WTA k 3. říjnu 2016 |                            |     |          |

### Jiné formy účasti
Následující hráčky obdržely divokou kartu do hlavní soutěže:
- Belinda Bencicová
- Dominika Cibulková
- Barbara Haasová
- Madison Keysová

Následující hráčky si zajistily postup do hlavní soutěže v kvalifikaci:
- Océane Dodinová
- Mandy Minellaová
- Kristýna Plíšková
- Sara Sorribesová Tormová

### Odhlášení
před zahájením turnaje
- Sara Erraniová → nahradila ji Mona Barthelová
- Anna-Lena Friedsamová → nahradila ji Anett Kontaveitová
- Karolína Plíšková → nahradila ji Garbiñe Muguruzaová
- Barbora Strýcová → nahradila ji Denisa Alertová

## Ženská čtyřhra

### Nasazení
| Stát                                                                     | Hráčka                 | Stát    | Hráčka             | WTA  | Nasazení |
| ------------------------------------------------------------------------ | ---------------------- | ------- | ------------------ | ---- | -------- |
| USA                                                                      | Raquel Atawová         | USA     | Abigail Spearsová  | 38.  | 1.       |
| Nizozemsko                                                               | Kiki Bertensová        | Švédsko | Johanna Larssonová | 83.  | 2.       |
| Německo                                                                  | Anna-Lena Grönefeldová | Česko   | Květa Peschkeová   | 95.  | 3.       |
| Nizozemsko                                                               | Demi Schuursová        | Česko   | Renata Voráčová    | 145. | 4.       |
| Žebříček WTA k 3. říjnu 2016; číslo je součtem umístění obou členek páru |                        |         |                    |      |          |

### Jiné formy účasti
Následující páry obdržely divokou kartu do hlavní soutěže:
- Ana Bogdanová /  Barbara Haasová
- Sandra Klemenschitsová /  Patty Schnyderová

## Přehled finále

### Ženská dvouhra
- Dominika Cibulková vs.  Viktorija Golubicová, 6–3, 7–5

### Ženská čtyřhra
- Kiki Bertensová /  Johanna Larssonová vs.  Anna-Lena Grönefeldová /  Květa Peschkeová, 4–6, 6–2, [10–7]